# Diehlia phaeospora
Diehlia phaeospora är en svampart som beskrevs av Petr. 1951. Diehlia phaeospora ingår i släktet Diehlia och familjen Helotiaceae.   Inga underarter finns listade i Catalogue of Life.